# Comic Magazine

Comic Magazine (コミック雑誌なんかいらない!, Komikku zasshi nanka iranai!) est un film japonais de 1986 réalisé par Yojiro Takita.

## Récompenses et distinctions
11e Hochi Film Awards.
- Prix du meilleur film
- prix du meilleur acteur - Yūya Uchida